# Jimmie Durham
Pour les articles homonymes, voir Durham.
Jimmie Bob Durham, né le 10 juillet 1940 à Houston (Texas) et mort le 17 novembre 2021 à Berlin (Allemagne), est un sculpteur, essayiste et poète américain.
Il a été actif aux États-Unis dans les mouvements de droits civiques des Afro-Américains et des Amérindiens dans les années 1960 et 1970, siégeant au conseil central de l'American Indian Movement (AIM). Quand il vit à New York, il travaille l'art et son travail est largement exposé.
Il a longtemps prétendu être Cherokee, mais cette affirmation a été démentie par les représentants tribaux : « Durham n'est ni inscrit ni éligible à la citoyenneté dans l'une des trois tribus Cherokee historiques et reconnues par le gouvernement fédéral : la Eastern Band of Cherokee Indians, la United Keetoowah Band of Indiens Cherokee de l'Oklahoma et de la nation Cherokee ». Il n'avait « aucun lien connu avec une communauté cherokee ». Aux États-Unis, Jimmie Durham a été présenté comme un usurpateur qui se faisait passer pour un artiste cherokee.

## Biographie

### Jeunesse et formation
Jimmie Durham naît le 10 juillet 1940 à Houston, dans le comté de Harris, au Texas, bien qu'il prétende être né dans le comté de Nevada, en Arkansas, ou Washington, comté de Hempstead, en Arkansas. Ses parents sont Jerry Loren Durham et Ethel Pauline Simmons Durham, tous deux nés en Arkansas et enterrés au Texas.
Dans les années 1960, Durham est actif dans le théâtre, la performance et la littérature liés au mouvement des droits civiques dans les années 1960. En 1965, il s'installe à Austin, où il travaille à l'Université du Texas à Austin et commence à exposer son travail. Sa première exposition personnelle à Austin date de 1965. En 1969, Durham s'installe à Genève, en Suisse, où il étudie à l'École des Beaux-Arts,.

### Activisme
En 1973, Durham retourne aux États-Unis et s'implique dans l'American Indian Movement (AIM). De 1973 à 1980, il a travaillé comme organisateur politique avec l'AIM, devenant membre du Conseil central du mouvement et se présentant comme amérindien. Habituellement, il prétendait être Cherokee et écrivait au nom de l'organisation.

### Carrière artistique

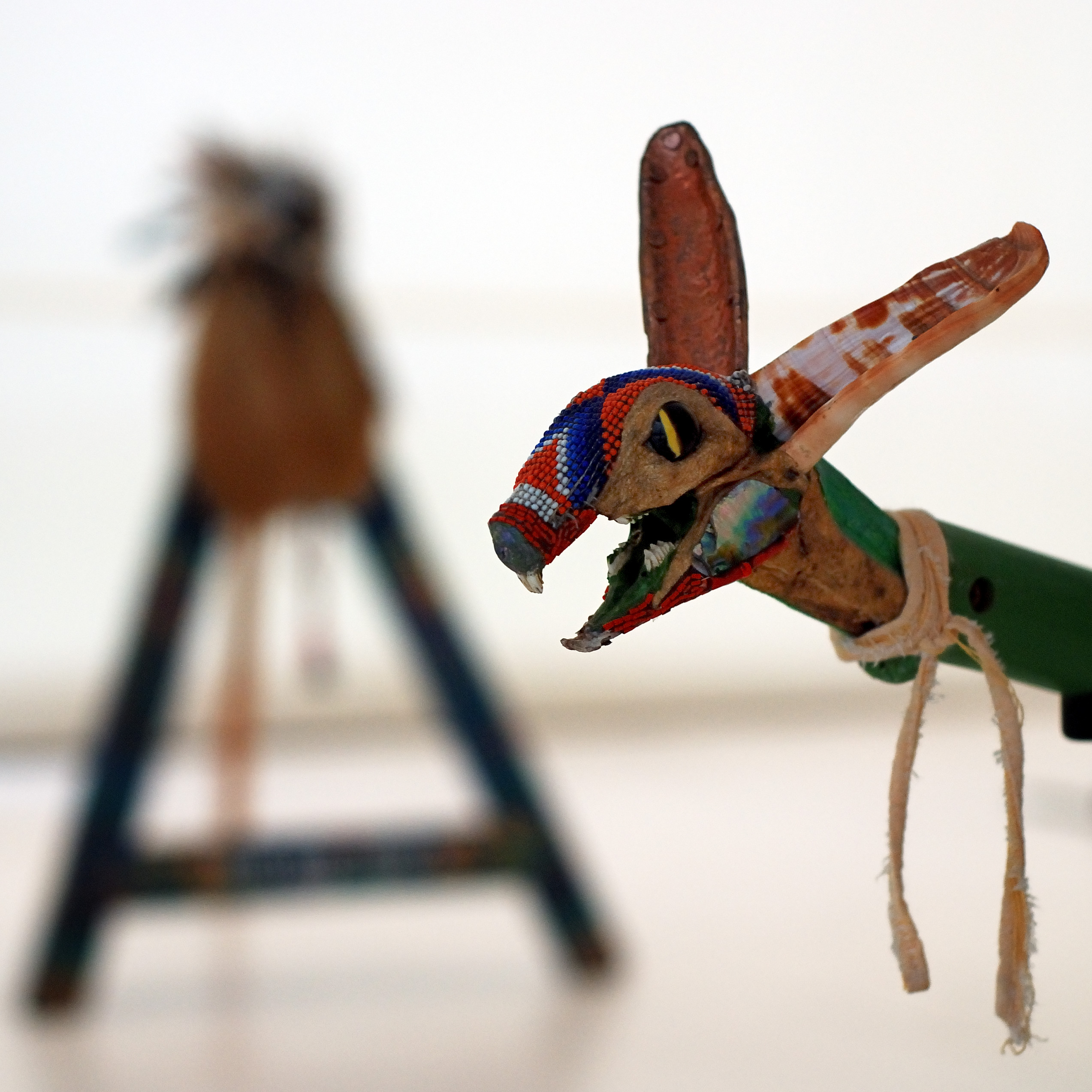
Sculpture de Jimmie Durham à la Fundação de Serralves, 2007, à Porto, au Portugal.

Après avoir déménagé à New York, Durham concentre son attention sur l'art visuel. Il crée des sculptures qui remettent en question les représentations conventionnelles des Indiens d'Amérique du Nord. Il expose et publie fréquemment des essais. De 1981 à 1983, il dirige la Foundation for the Community of Artists à New York. En 1983, West End Press publie Columbus Day, un livre de ses poèmes. 
En 1987, Durham déménage à Cuernavaca, au Mexique. Pendant son séjour au Mexique, Durham expose largement, notamment à la Whitney Biennial, à la documenta IX, Institute of Contemporary Arts, Londres ; Exit Art, le Musée d'Art moderne d'Anvers et au Palais des Beaux-Arts de Bruxelles. Il publie également un certain nombre d'essais dans des périodiques, notamment Art Forum, Art Journal (CAA) et Third Text.
Il réside à l’Atelier Calder à Saché de janvier à juin 2007,.
Jimmie Durham meurt le 17 novembre 2021 à Berlin à l'âge de 81 ans.

## Récompenses et distinctions
Jimmie Durham a reçu le Günther-Peill-Preis (2003), le prix de la Fondation pour les arts contemporains Robert Rauschenberg (2017) et le Lion d'or de la 58e Biennale de Venise pour l'ensemble de sa carrière (2019).